# Новатор (завод)
ГП «Новатор» — государственное предприятие авиационной промышленности Украины, расположенное в городе Хмельницкий.
Входит в перечень предприятий, имеющих стратегическое значение для экономики и безопасности Украины.

## История

### 1966—1991
Хмельницкий радиотехнический завод был создан в 1966 году в структуре министерства радиопромышленности СССР как одно из предприятий по изготовлению бортового радиоэлектронного, радиолокационного, радионавигационного и другого оборудования для авиационной и аэрокосмической отраслей.

### После 1991 года
После провозглашения независимости Украины, в связи с сокращением государственного заказа, завод освоил выпуск новых образцов продукции гражданского назначения.
В дальнейшем, завод был получил новое наименование: Государственное предприятие «Новатор».
Для производства бортовой радиолокационной аппаратуры для военной авиации ГП «Новатор» и российским «Фазотрон-НИИР» было создано совместное предприятие «Фазотрон УкрНоватор».
В 1999 году завод был внесён в перечень предприятий военно-промышленного комплекса Украины, освобождённых от уплаты земельного налога (размер заводской территории составлял 17,68 га).
12 июля 2001 года правительство Украины приняло закон о государственной поддержке предприятий авиастроительной отрасли Украины, в перечень предприятий было включено ГП «Новатор».
14 марта 2007 года в соответствии с постановлением № 428 Кабинета министров Украины был создан государственный концерн «Авиация Украины» (Державний концерн «Авіація України»), в состав которого было включено ГП «Новатор» (позднее, 30 октября 2008 года концерн был переименован в государственный авиастроительный концерн «Антонов»).
По состоянию на 2008 год, предприятие выпускало:
- радиолокационные прицельные комплексы Н001 (для Су-27, Су-30 и Су-30МК) и Н019 (для истребителей МиГ-29)[1]
- самолётные ответчики[1]
- аппаратуру ближней навигации и посадки для самолётов и вертолётов[1]
- стойки отображения и ввода информации, блоки приёмника и вычислителя для системы ДРЛО «Шмель»[1]
- средства связи и безопасности движения на железнодорожном транспорте[1]
- бытовую радио- и аудиотехнику[1]
- аппаратуру для внедрения энергосберегающих технологий (бытовые счётчики газа, счётчики электроэнергии, счётчики расхода воды и др.)[1]

Кроме того, завод имел возможность осуществлять ремонт и модернизацию авиационных РЛС «Копье», «Топаз», «Сапфир», «Жук» и др.
9 июня 2010 года Кабинет министров Украины принял постановление № 405, в соответствии с которым завод вошёл в перечень предприятий авиапромышленности Украины, получающих государственную поддержку.
После создания в декабре 2010 года государственного концерна «Укроборонпром», в 2011 году завод вошёл в состав концерна.
В октябре 2014 года в ходе реализации программы импортозамещения с целью выполнения заказов иных предприятий ГК «Укроборонпром» на предприятии был освоен монтаж многослойных печатных плат
В июне 2015 года Фонд государственного имущества принял решение о продаже 30 % принадлежащих государству акций АО «ЮЭНПИКОМ» (ранее созданного на базе хмельницкого радиотехнического завода «Новатор» с участием итальянского производителя телефонии IPM Group и киевской компании «Керос-Киев»). Активы были оценены в 141 тыс. гривен, поскольку деятельность «ЮЭНПИКОМ» к этому времени оказалась свёрнута (в штате «ЮЭНПИКОМ» осталось только 5 человек, а доход, полученный от ремонта оборудования, составил всего 102 тыс. гривен).
После начала эпидемии COVID-19, в марте 2020 года завод начал выпуск марлевых медицинских масок.